# Купол Альбор
Купол Альбор (лат. Albor Tholus) — згаслий вулкан на Марсі. Розташований на нагір'ї Елізій південніше двох інших вулканів — гори Елізій і купола Гекати. Отримав назву від класичної деталі альбедо Альбор (лат. Albor — «білок», «біла пляма»). Ця назва була затверджена Міжнародним астрономічним союзом 1973 року.
Вулкан досягає 4,5 км у висоту і 160 км в діаметрі основи. Діаметр його кальдери становить 30 км при глибині 3 км. Таким чином, вона може вмістити в себе земний  вулкан Етна цілком.
У порівнянні з земними вулканами кальдера купола Альбор незвично глибока, в найнижчому місці досягаючи практично основи вулкана.
Згідно з оцінкою, проведеною за допомогою супутника «Марс-експрес», вулкани нагір'я Елізіум були активні протягом тривалого періоду часу.
У околицях купола Альбор трапляються борозни із системи борозен Elysium Fossae. У одній з них, що межує з підніжжям купола, розташований ланцюжок кратерів Elysium Catena. На південно-східному схилі купола Альбор є ще одна система борозен — Albor Fossae.

## Галерея

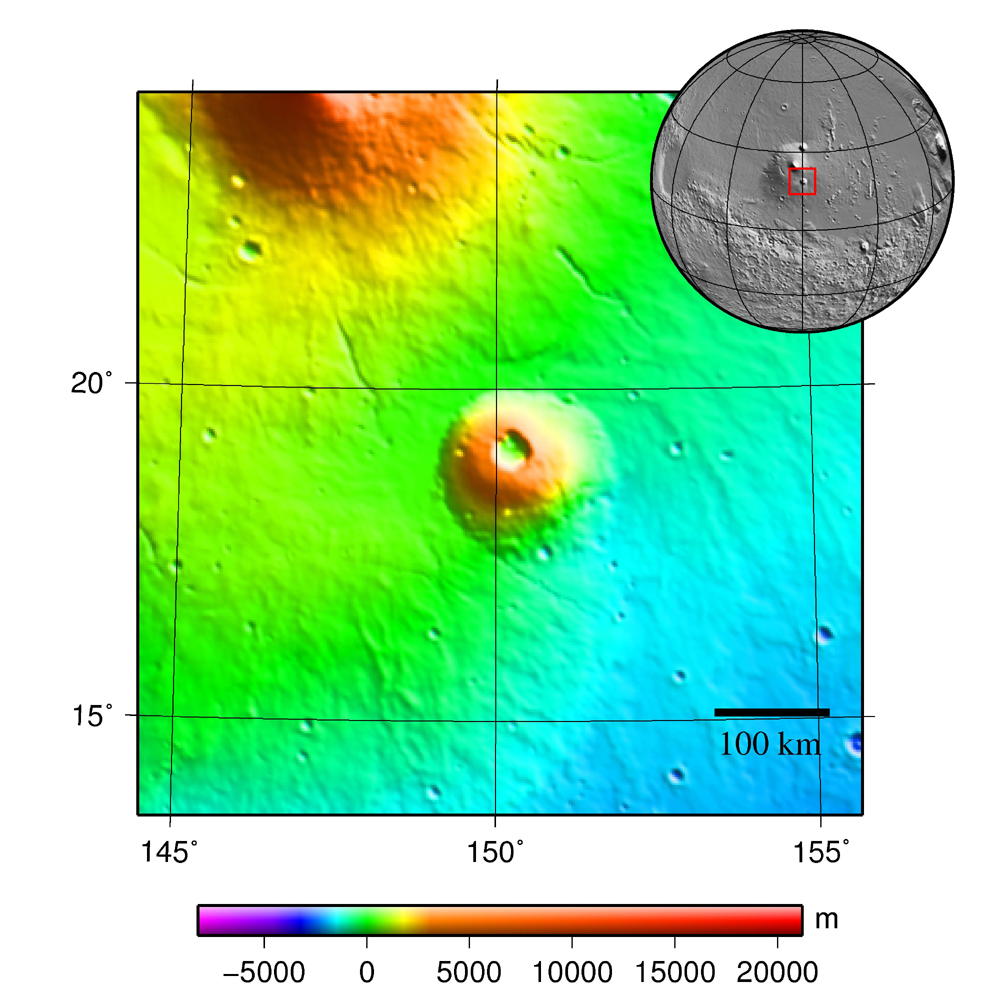
Топографічна карта купола Альбор.
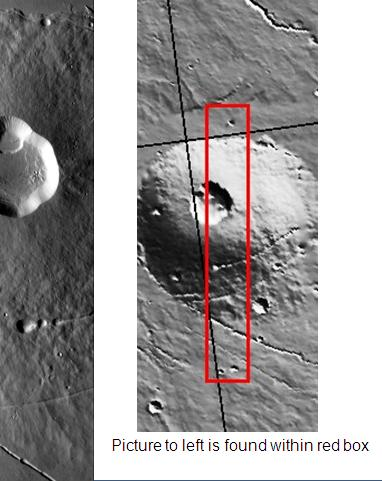
Купол Альбор. Знімок інструменту THEMIS. Витягнуті утворення є обвалами у лавові тунелі.